# Скоша (плита)

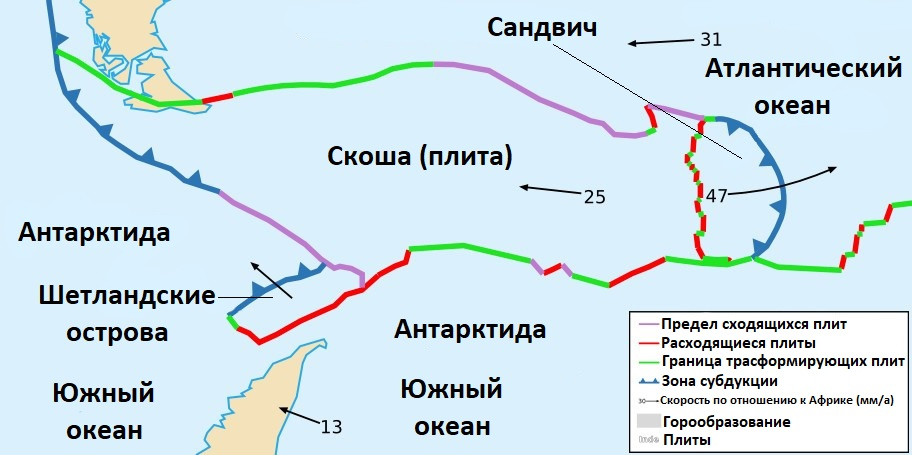
Плита Скоша на карте

Скоша (также Скотия) — океанская тектоническая плита ограничена Южно-Американской плитой, с севера, Сандвичевой микроплитой с востока, и Антарктической плитой с юга и запада. Имеет площадь — 0,0419 стерадиан. Обычно рассматривается вместе с Сандвичевой микроплитой.
С севера и юга плита ограничена трансформными разломами. В восточной оконечности плита Скоша имеет срединно-океанический хребет и Южно-Сандвичевую микроплиту. Южноамериканская плита испытывает субдукции под восточный край Южно-Сандвичевой микроплиты, что, возможно отделило её от плиты Скоша — образуя обратную островную дугу. Западная граница с Антарктической плитой плохо изучена.
Направление на запад движения Южно-Американской плиты, возможно, вызвала Карибская плита и плита Скоша испытывает давление в северных и южных концах.
В некоторых источниках имеет название плита Дрейка.